# Werner Schmutz
Werner Schmutz (* 16. Juli 1910 in Lindenthal bei Boll; † 17. Juli 2003 in Bern) von Vechigen war ein Schweizer Grafiker, Zeichner und Maler.

## Leben
Werner Schmutz wurde als Sohn einer Bauern- und Handwerkerfamilie in Lindenthal bei Boll als Ältester von sieben Geschwistern geboren. Die Familie zog 1922 nach Bern. Nach der Grundschule absolvierte er von 1925 bis 1929 eine Lehre als Schriften- und Dekorationsmaler und danach bis 1932 eine Ausbildung als Grafiker. Während des Zweiten Weltkriegs war er einer Fahrradkompanie zugeteilt und zog mit ihr durch die ganze Schweiz. Von 1935 bis 1947 besuchte er Kurse bei Leo Steck an der Gewerbeschule Bern und von 1945 bis 1963 in der Malschule von Max von Mühlenen in Bern. Das Handwerk des Kupferstechens erlernte er 1953 bis 1954 beim Ehepaar Vreni Stein-Bähler (1921–2013) und Peter Stein (1922–2015).
1942 heiratete Werner Schmutz Dora Umhofer. Sie war ihm zeitlebens Mitarbeiterin, Modell, Reisebegleiterin und Muse. In ihrem 1950 erworbenen Haus im Spiegel richtete er ein Atelier ein und mit dem nach biologisch-dynamischen Grundsätzen bearbeiteten Garten bekam auch die Malerei Anregung zu vielen Bildern.
Ein Studienaufenthalt in Paris begründete seinen Bezug zu Frankreichs Provinzlandschaften, die wie die Stadt Bern mit den umliegenden Dörfern zu seinen Motiven wurden.
1958 wurde Werner Schmutz Mitglied der Gesellschaft Schweizerischer Maler und Bildhauer GSMB (heute visarte). 1962 wurde er zum Protokollführer der Sektion Bern gewählt und war von 1967 bis 1972 deren Präsident. Ausserdem war Werner Schmutz Mitglied der Städtischen Kunstkommission, der Ausstellungskommission der Kunsthalle Bern und der Kunstkommission Köniz.
In seinen letzten Lebensjahren malte er trotz gesundheitlicher Probleme immer weiter und schuf noch im Jahr 2003 Werke. Daneben ordnete er seine Werke und Tagebücher und erstellte ein Werkverzeichnis. Am 17. Juli 2003 starb er zu Hause, einen Tag nach seinem 93. Geburtstag. Dora Schmutz-Umhofer starb am 4. Januar 2016.

## Werk
In der Nachkriegszeit begann auf Anregung von Christian Rubi und anderen mit der Bauernmalerei und ländlicher Volkskunst eine im Bernbiet weitverbreitete Kunstrichtung. Dies sollte für Werner Schmutz als ausgebildeten Schriften- und Dekorationsmaler zum wichtigsten Arbeitsgebiet werden. Er wurde zum begehrten Fachmann der Bauernmalerei. Er kannte sich in den Techniken, Kleisterlasuren und Stilen aus. Er wurde für Arbeiten an denkmalgeschützten Objekten beigezogen und war in Fachkreisen hoch geschätzt. Während der Epoche der Bauernmalerei war er mit vielen Aufträgen überlastet. In seinem Atelier restaurierte oder bemalte er alte oder neue Objekte wie Schränke, Buffets, Truhen, Uhrkästen, Taufzettel, Familienwappen und vieles mehr.
Drei bedeutende Aufträge, die er als Bauern- und Schriftenmaler ausführte:
- ca. 1942: Wandmalerei (im Vorbau) der ref. Kirche Trub
- 1948: Wandmalerei in der Kirche Gsteig
- 1949: Renovation der Fassade des Hauses von Christian Rubi, Nidfluh Därstetten
- 1972–74: Wandmalerei im Haus «Le Tilleuil», Sonceboz–Sombeval[3]

Im Ortsmuseum von Vechigen steht ein von ihm bemaltes Küchenbuffet.
Bis ca. 1972 war die Bauernmalerei neben dem freien Kunstschaffen der hauptsächliche Broterwerb. Mit dem Erfolg in der freien Malerei wurde ihm die Bauernmalerei auch wegen des Verschwindens der Modeströmung immer nebensächlicher. In der Folge widmete er sich hauptsächlich von der Volkskunst inspirierten «ornamentalen Kompositionen». Die dabei entstandenen Werke wurden zum Teil noch bei Lebzeiten verkauft oder verschenkt.
Zur Betreuung des Nachlasses wurde am 7. April 2004 die «Werner und Dora Schmutz-Stiftung» gegründet. Seit 2005 befindet sich der künstlerische Nachlass von ca. 1200 Werken, mit 800 Gemälden, 250 Zeichnungen und 50 Grafiken in einem Archiv des Oberstufenzentrums Köniz.

## Ehrungen
- 1981: Ehrenmitglied der GSMB ernannt
- 1982: Ehrenmedaille der Burgergemeinde Bern.
- 1995: Ehrung der GSMB für sein langjähriges Schaffen

## Ausstellungen
- 1961: Schweizerische Kunstausstellung. Kunstmuseum Luzern
- 1950/1968: Weihnachtsausstellung bernischer Maler und Bildhauer. Kunsthalle Bern. Helmhaus Zürich.
- 1973: «Stadt in der Schweiz.» 1. Biennale der Schweizer Kunst. Organisiert durch die GSMBA, Kunsthaus Zürich
- 1977: «Hommage à Max von Mühlenen.» Kunstsammlung der Stadt Thun, Thunerhof
- 1978: 3. Biennale der Schweizer Kunst. Aktualität Vergangenheit, Kunstmuseum Winterthur
- 1981: Une oeuvre – un artiste. Un artiste – une oeuvre. Exposition Suisse '81. Delémont, Halles des expositions
- 1983/1986: Weihnachtsausstellung, Kunsthalle Bern
- 1986: Sektionsausstellung GSMBA Bern, Kunstmuseum Bern
- 1990/1996: Weihnachtsausstellung, Kunsthalle Bern